# Liste der Flüsse in Benin

Topographie Benins

Dies ist eine Liste der Flüsse in Benin. Die zwei Haupteinzugsgebiete Benins sind die des Niger und des Ouémé. Dabei nimmt das Einzugsgebiet des Ouémé knapp die Hälfte der Fläche des Landes ein. Er entwässert mit dem Mono und dem Couffo die gesamte südliche Hälfte des Landes.
Gut 40 % des Landes entwässern nach Norden in den Niger, der auch die nördliche Grenze Benins bildet.
Die verbleibende Landesfläche im Nordwesten entwässert über den Oti und seine Nebenflüsse in das Volta-System. Das Oti-Einzugsgebiet umfasst etwa 13 % der Landesfläche. Hinzu kommen noch kleine Küstenflüsse, ein kleines Stück des Mono und der Couffo.

## Nach Süden

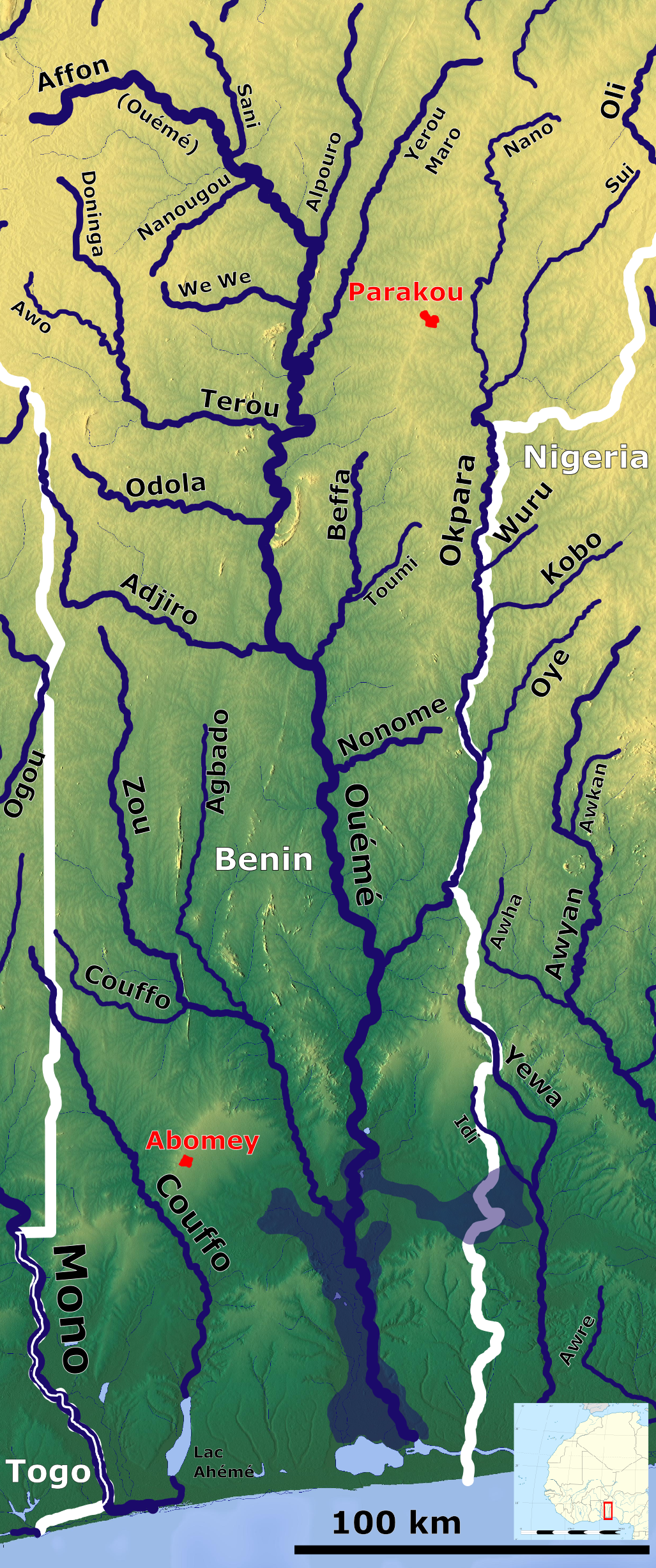
Das Ouémé-Flusssystem

### Ouémé(Affon im Oberlauf)
- Sani
- Donga
- Nanougou
- Alpouro
- Wéwé
- Yérou Maro
- Terou
  - Doninga
  - Awo
- Odola
- Adjiro
- Beffa
  - Toumi
- Nonome
- Okpara
  - Nano
  - Sui
- Zou
  - Couffo
  - Agbado

### Weitere

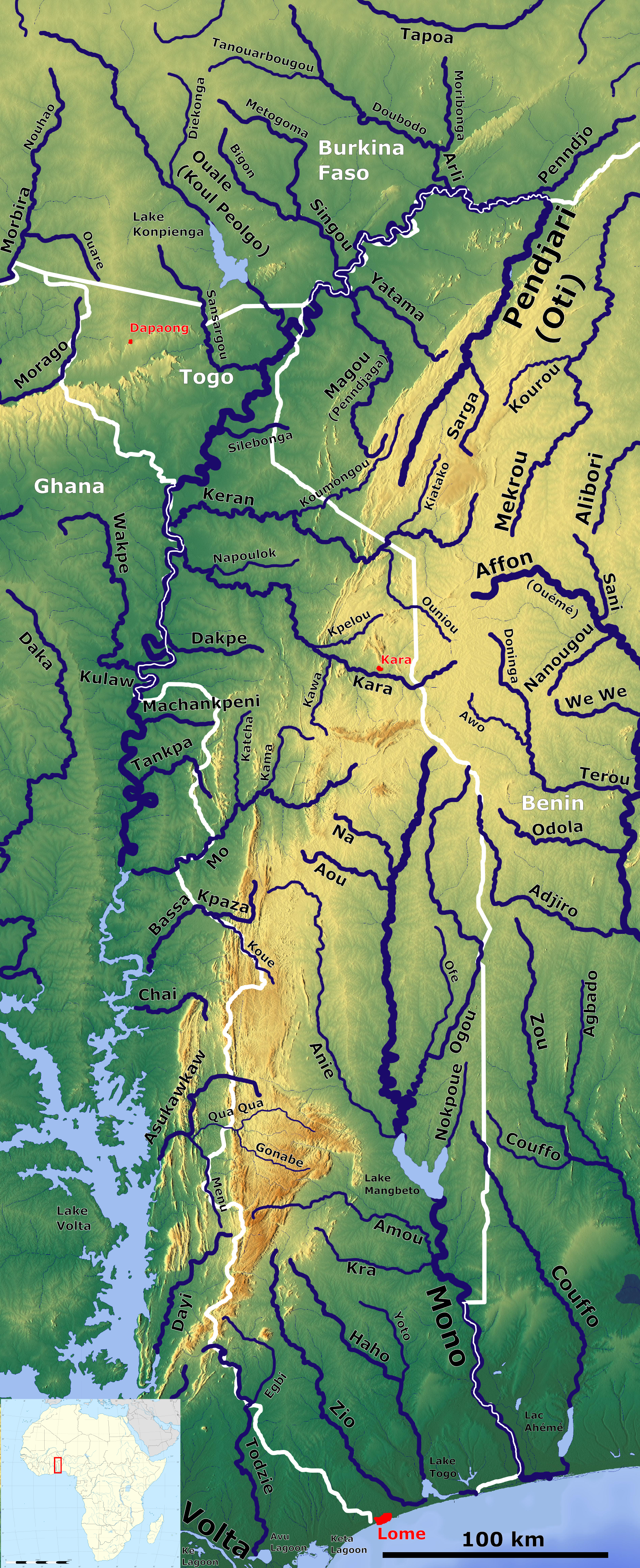
Der Verlauf des Oti und seiner Nebenflüsse

- Couffo
- Mono
  - Ogou
- Yewa
  - Idi

## Volta
- Oti (Pendjari im Oberlauf)
  - Sarga
  - Yatama
  - Magou (Penndjaga)
  - Silebongo
  - Toubili
  - Kéran
    - Kiatako
    - Ouniou
    - Koumongou

  - Kara

## Niger

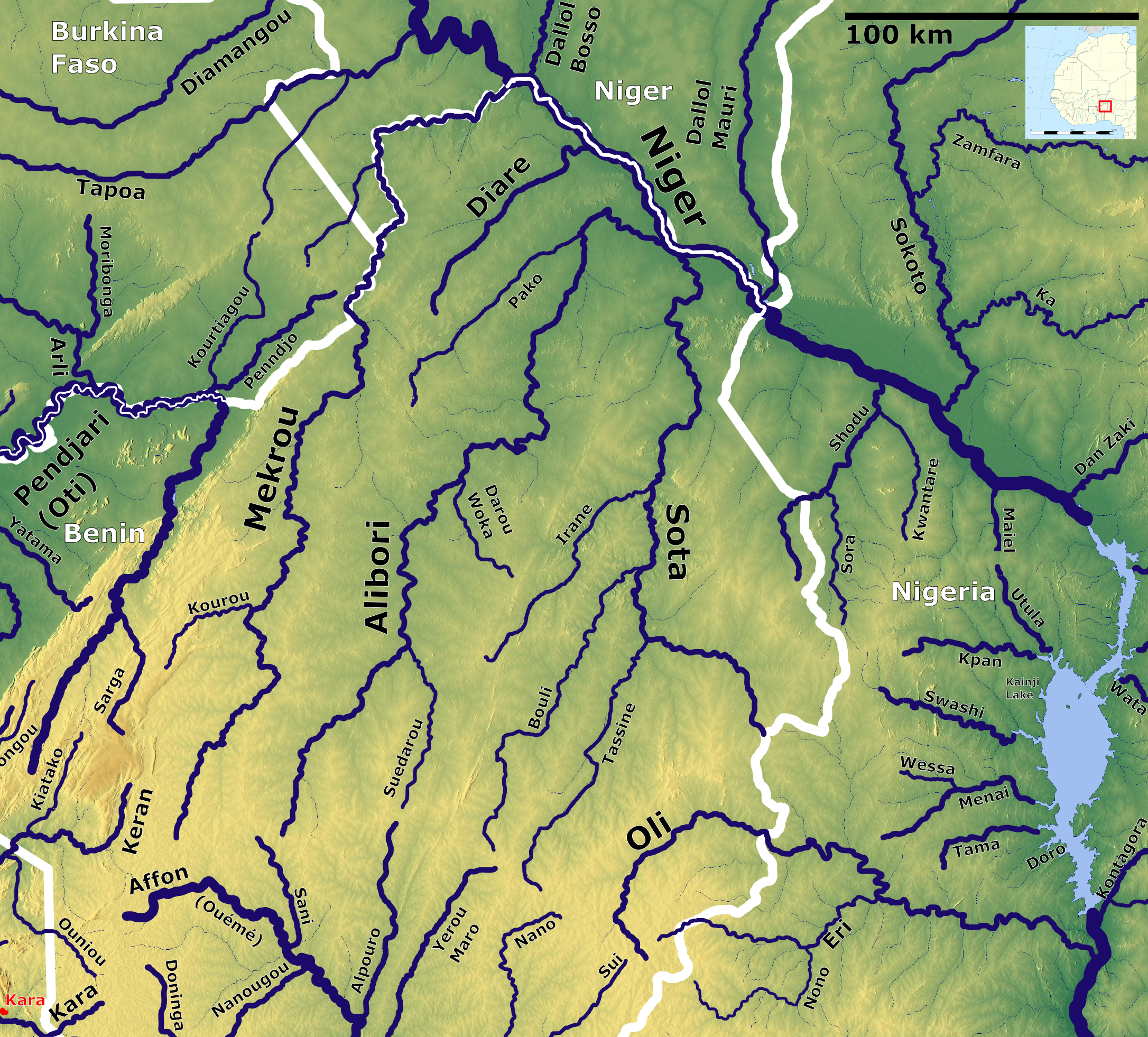
Niegerzuflüsse aus Benin

- Mékrou
  - Kourou
- Diare
- Alibori
  - Suedarou
  - Darou Woka
  - Pako
- Sota
  - Bouli
  - Tassiné
    - Sana
      - Kô

  - Irané
  - Gouroukpa
  - Souamou
  - Benga
- Shodu
- Oli
  - Eri

## Einzugsgebietaufteilung des Landes
| Einzugsgebiet | Fläche in Benin [km²] | Fläche Benins [%] |
| ------------- | --------------------- | ----------------- |
| Oueme         | 48.348                | 42,5              |
| Niger         | 43.585                | 38,7              |
| Volta         | 14.753                | 13,1              |
| Couffo        | 3379                  | 3,0               |
| Weitere       | 3072                  | 3,0               |
| Total         | 113.760               | 100               |